# Marienbrunnen (Eichstätt)
Der Marienbrunnen ist ein Brunnen am Süd-Östlichen Ende des Residenzplatzes in Eichstätt. In der Mitte des Brunnens ragt die Marienstatue auf. Der Brunnen wurde zwischen 1777 und 1780 errichtet. Federführend war der italienische Barockbaumeister Maurizio Pedetti. Der Brunnen wurde vom Eichstätter Fürstbischof Raymund Anton von Strasoldo und der Stadt in Auftrag gegeben.

## Beschreibung
Die Denkmalliste für Eichstätt des Bayerischen Landesamts für Denkmalpflege beschreibt den Brunnen wie folgt:
"... Geschweiftes Becken mit eingestellter monumentaler Mariensäule, Figurenschmuck und Ketteneinfassung, 1777 bis zirka 1780, von Maurizio Pedetti, Figuren von Johann Jakob Berg, die Marienstatue kupfergetrieben und feuervergoldet."
Der Brunnen steht als Nummer D-1-76-123-229 in der bayerischen Denkmalliste.

## Galerie

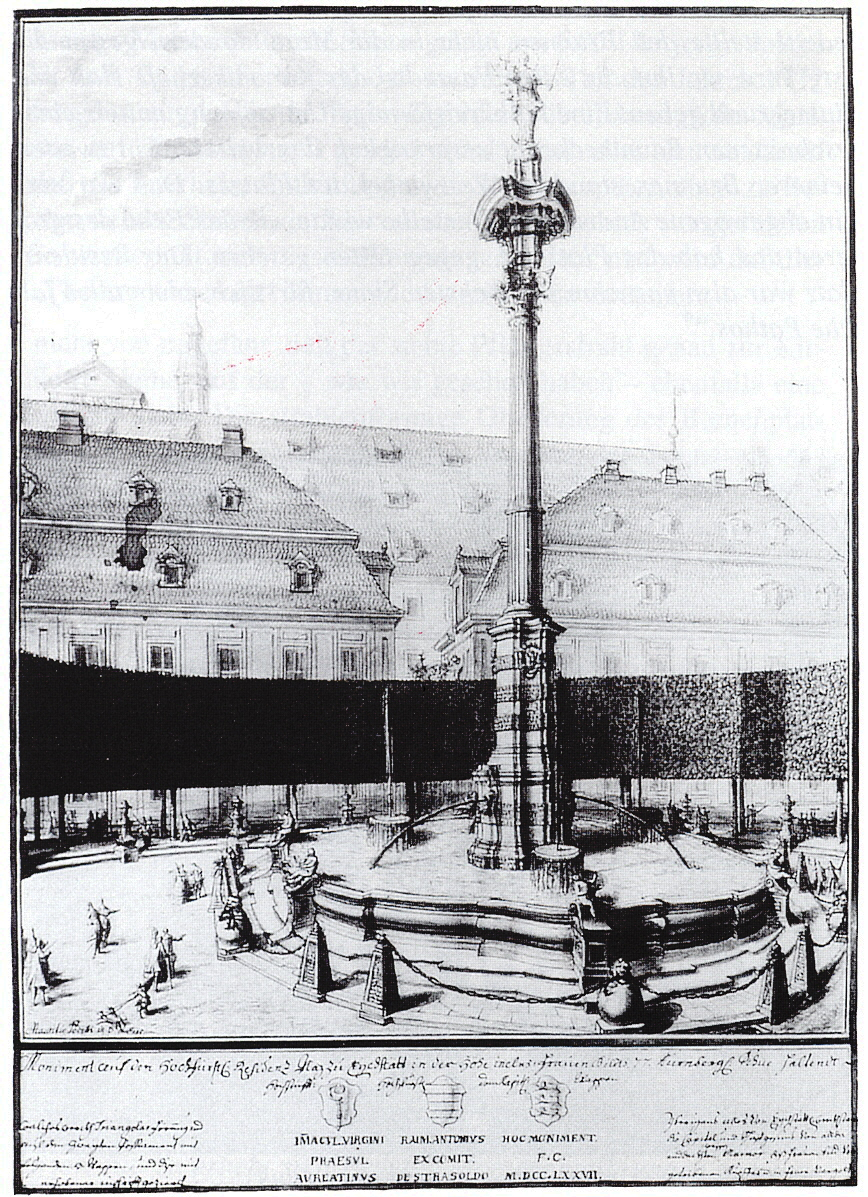
Stich vom Architekten Pedetti
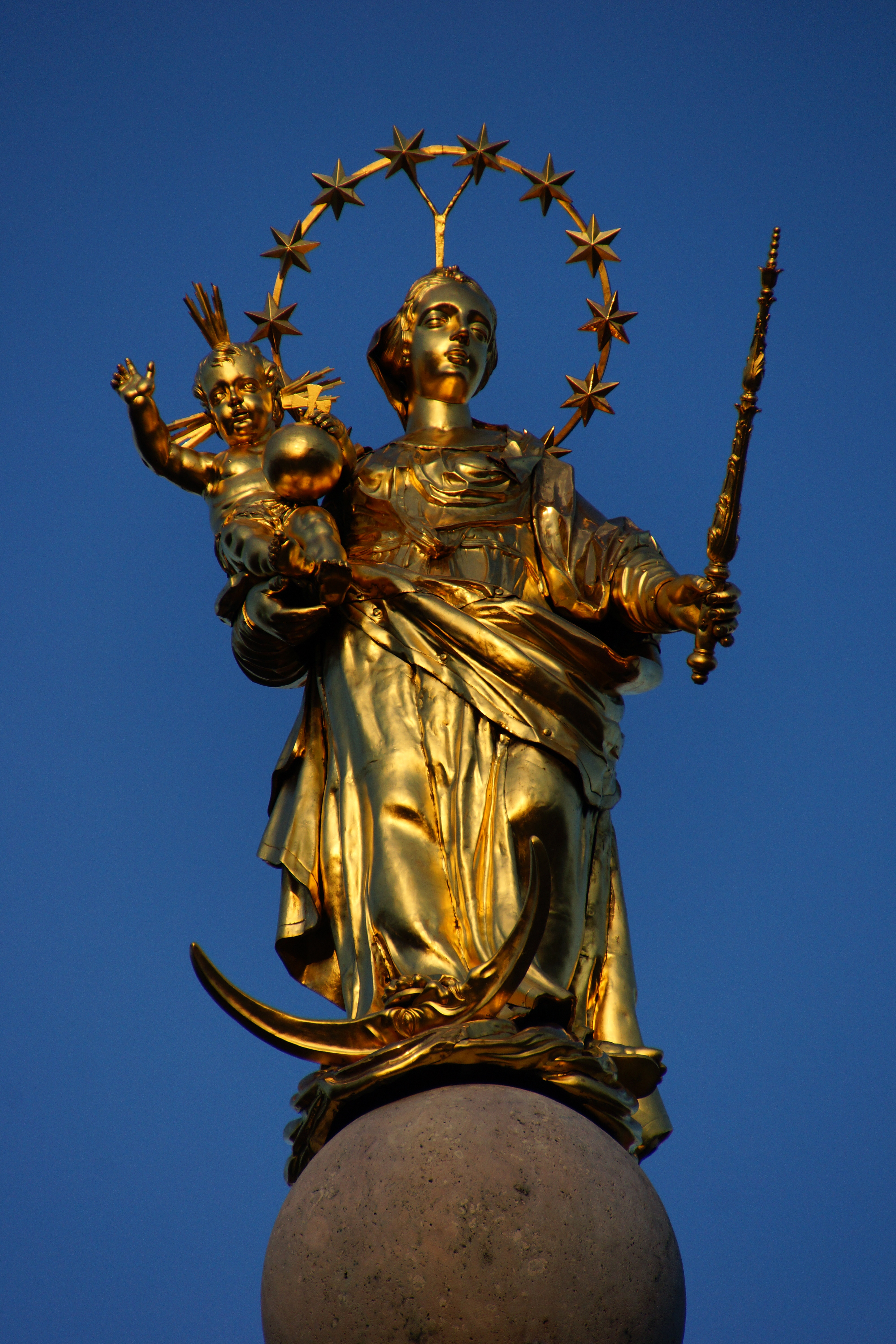
Marienfigur auf der Säule
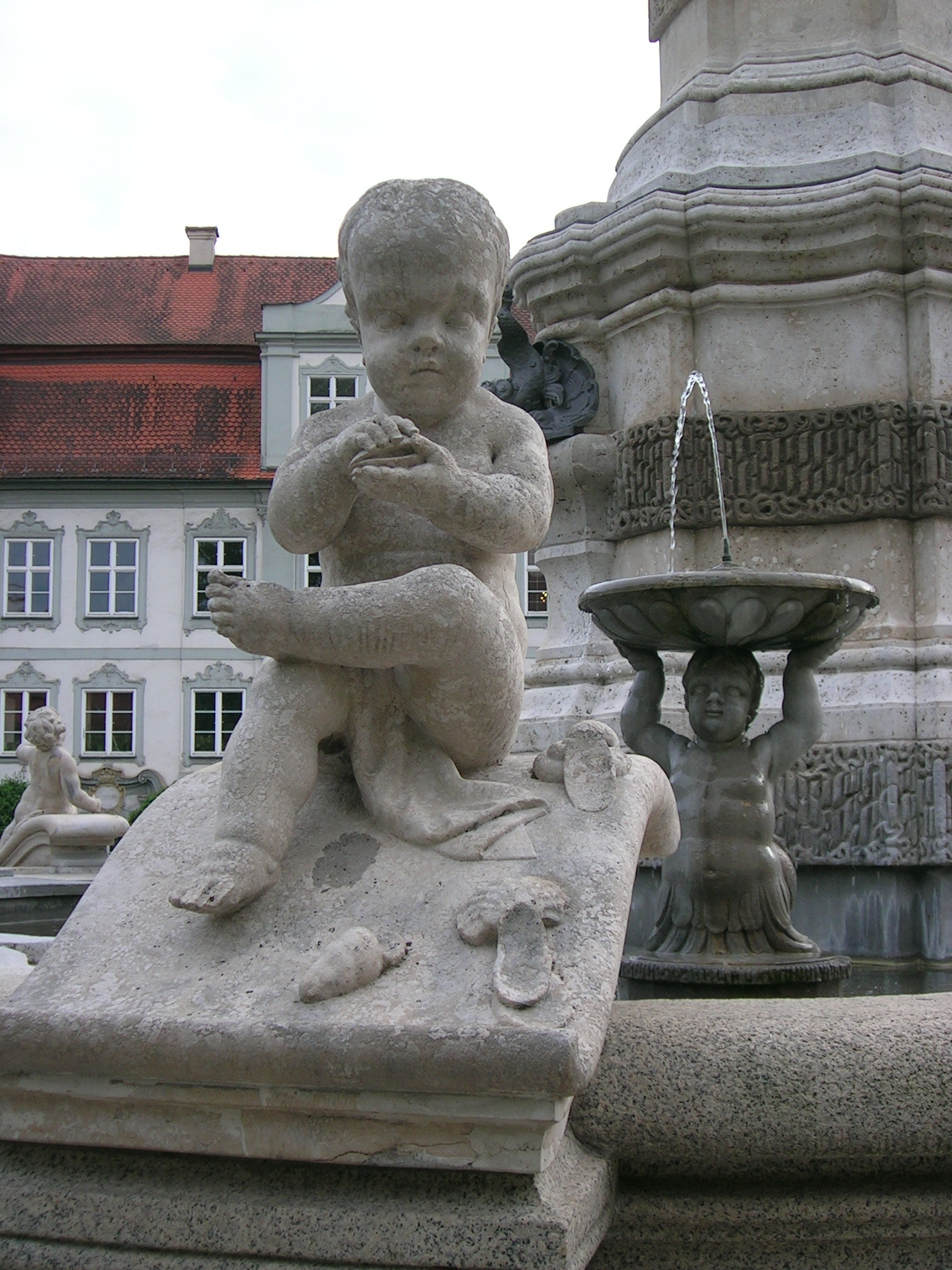
Einer der Putten am Beckenrand
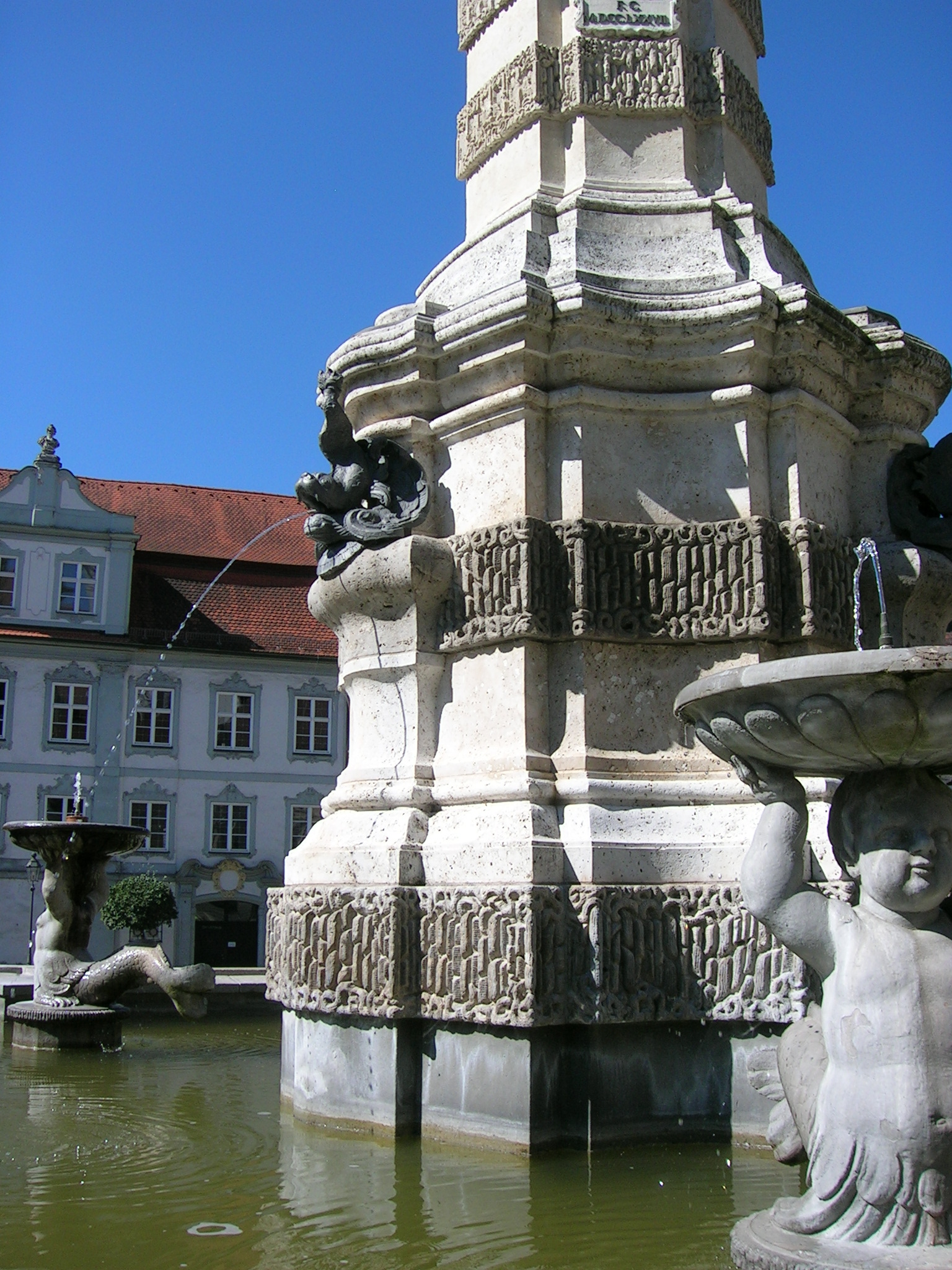
Details
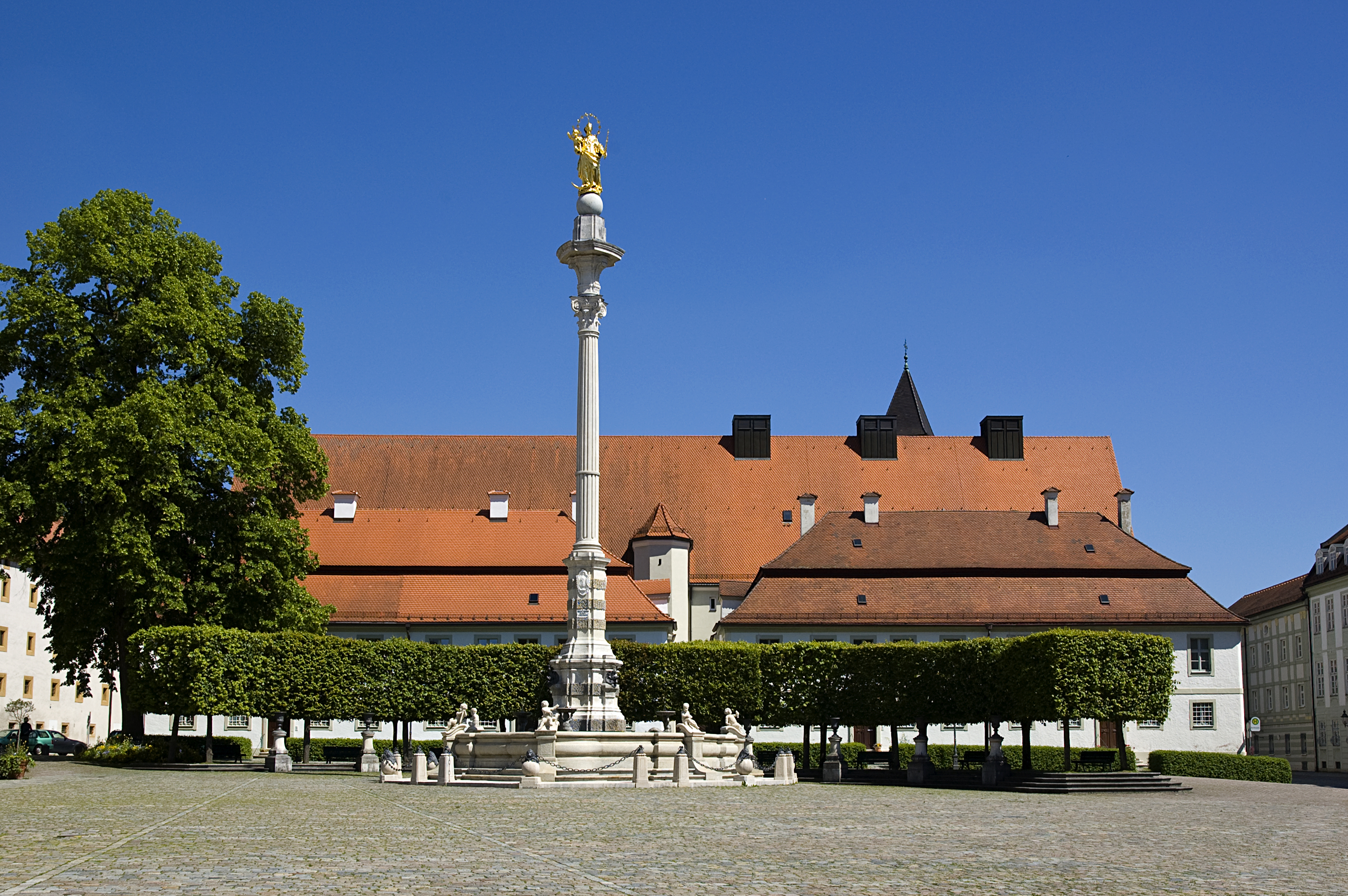
Gesamtanlage
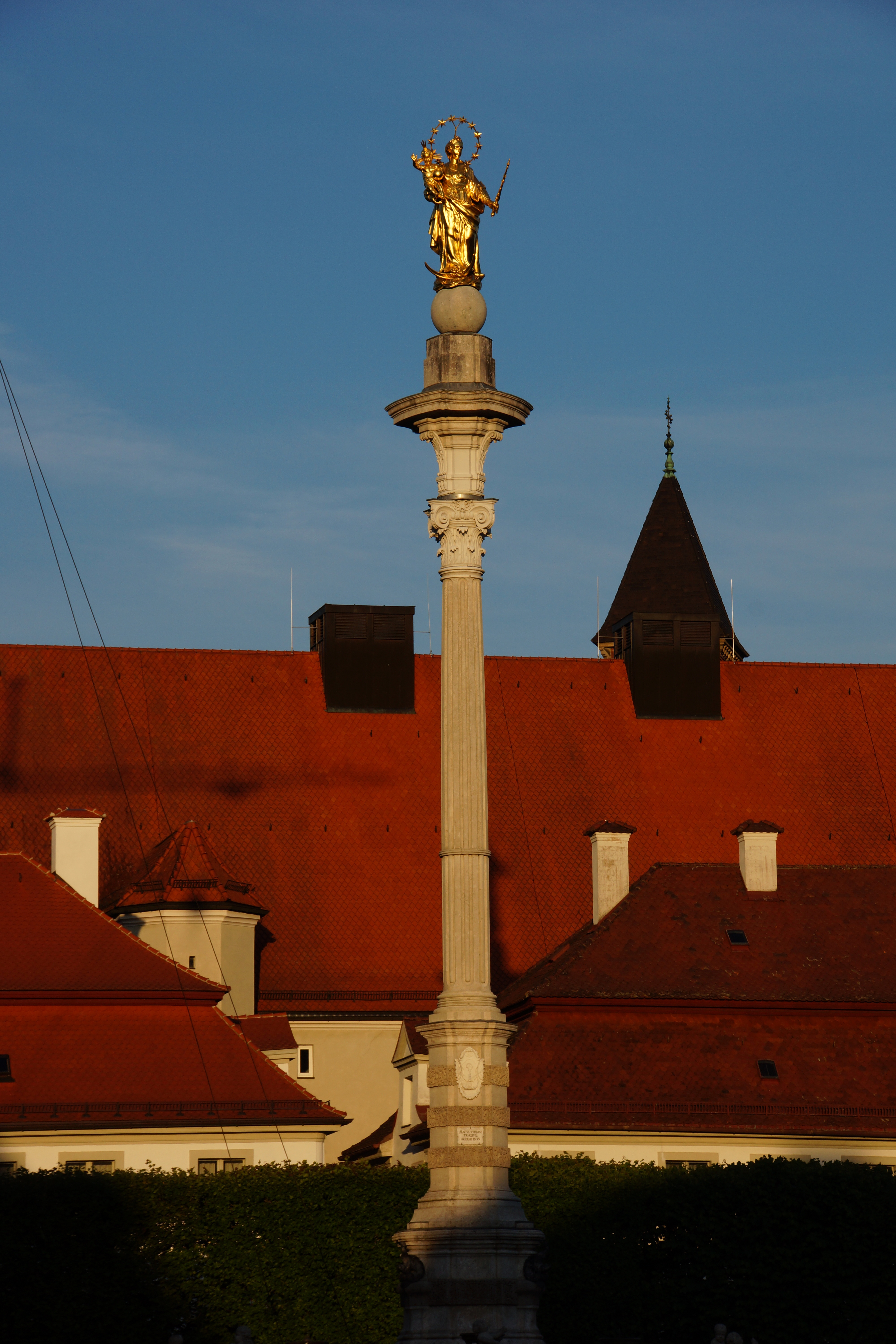
Mariensäule